# К'єлль Шоу-Андреассен
К'єлль Шоу-Андреассен (норв. Kjell Schou-Andreassen; 19 червня 1940, Ставангер — 19 листопада 1997) — норвезький футболіст, що грав на позиції півзахисника. Більшу частину кар'єри провів у клубі «Вікінг».
По завершенні ігрової кар'єри — тренер. Очолював низку норвезьких клубів, а також збірну Норвегії.

## Клубна кар'єра
У дорослому футболі дебютував 1958 року виступами за команду «Вікінг», в якій провів один сезон, але основним гравцем стати не зумів, взявши участь лише у 3 матчах чемпіонату. Через це з 1960 по 1962 рік грав у складі команд «Ставангер» та «Бранн».
1963 року повернувся до «Вікінга», за який відіграв 7 сезонів. Завершив професійну кар'єру футболіста виступами за команду «Вікінг» у 1970 році.

## Виступи за збірну
1958 року провів один матч у складі юнацької збірної Норвегії.

## Кар'єра тренера
Розпочав тренерську кар'єру 1971 року, ставши головним тренером «Вікінга» і в першому же сезоні з командою зі Ставангера став чемпіоном Норвегії.
Згодом протягом 1973—1977 років очолював тренерський штаб молодіжної збірної Норвегії, а з 1975 року праралельно працював разом з Нільсом Арне Еггеном з національною збірною Норвегії. Залишив обидві збірні Норвегії 1977 року.
Згодом також очолював команди «Брюне» та «Ліллестрем».
Останнім місцем тренерської роботи був клуб «Вікінг», головним тренером команди якого К'єлль Шоу-Андреассен був у 1982 та 1987 роках, вигравши в першому з приходів ще один чемпіонат Норвегії.
Помер 19 листопада 1997 року на 58-му році життя від лейкемії.

## Титули і досягнення

### Як гравця
- Чемпіон Норвегії (1):

«Вікінг»: 1957–58
- Володар Кубка Норвегії (1):

«Вікінг»: 1959

### Як тренера
- Чемпіон Норвегії (2):

«Вікінг»: 1972, 1982